# Phyllopodopsyllus longicaudatus
Phyllopodopsyllus longicaudatus is een eenoogkreeftjessoort uit de familie van de Tetragonicipitidae. De wetenschappelijke naam van de soort is voor het eerst geldig gepubliceerd in 1909 door Scott A..